# Sophronica favareli
Sophronica favareli là một loài bọ cánh cứng trong họ Cerambycidae.